# بمب‌گذاری عاشورای ۱۳۹۰ در افغانستان
در جریان عزاداری شیعیان در روز عاشورا (۱۵ آذر) ۱۳۹۰ سه بمبگذاری مختلف روی داد که طی آن ۷۸ نفر کشته و بیش از ۱۵۰ نفر زخمی شدند.
در شهر کابل یک انفجار انتحاری در زیارتگاه ابوالفضل روی داد. انفجار دیگری در مزار شریف شش کشته و چندین زخمی در بر داشت. در قندهار نیز انفجار دیگری تعدادی را مجروح کرد.
حمله انتحاری به عزاداران در افغانستان کم سابقه بوده‌است. همزمان نمایندگان کشورهای مختلف در بن گرد هم آمده‌اند تا دربارهٔ آینده افغانستان بحث کنند.

## عاملان
در روز حادثه گروه طالبان این حملات را محکوم کرده و آن را "ظالمانه و وحشیانه" خواندند..چندی بعد یک گروه تروریستی پاکستانی به نام لشکرِ جهنگوی مسئولیت این حمله را به عهده گرفتند.
بیشتر باورها بر این است که این حمله کار سازمان استخباراتی پاکستان (ISI) است که می‌خواهد با آدرس‌های اغوا کننده، دولت و مردم افغانستان را اغفال کنند.